# 145709 Rocknowar
145709 Rocknowar este un asteroid din centura principală de asteroizi.

## Descriere
145709 Rocknowar este un asteroid din centura principală de asteroizi. A fost descoperit pe 28 septembrie 1981 la Observatorul Siding Spring de E. Colombini. Asteroidul prezintă o orbită caracterizată de o semiaxă mare de 2,56 ua, o excentricitate de 0,21 și o înclinație de 13,0° în raport cu ecliptica.